# 淨照寺
淨照寺（じょうしょうじ）は、山梨県大月市にある浄土真宗本願寺派の寺院。山号は中樹山（ちゅうじゅさん）。

## 由緒
関東六老僧の一人といわれた了海上人によって建立された草庵を元とし、了海上人往生地でもあるとされる。
当初は中村という枝郷に寺基を構えていたが、寛保３年（1744年）第14世住職教応上人の時に寺基を現在の地である奥山遲能戸に移転する。寺基移転工事で記された木簡によると当時は「淨照教寺」とも号していた。
了海上人が亀を大事にしていたことから、草庵建立の際に掘り出された夫婦の亀石を手元に置かれ寵愛されていたが、寛保の寺基移転の際に雌石が中村の地に置き去りとなり、親鸞聖人７００回大遠忌の記念事業として中村の地より雌石の「嫁入り」が行われた。